# 240-mm-Howitzer M1918
Die 240mm Howitzer M1918 war ein schweres US-amerikanisches Artilleriegeschütz, welches im Ersten Weltkrieg entwickelt wurde, das aber nicht mehr zum Kriegseinsatz kam. Es basiert auf einem Entwurf der französischen Firma Schneider und wurde in den USA nach den Vorgaben des United States Army Ordnance Department gefertigt.

## Hintergrund
Die Entwicklung der 240-mm-Howitzer M1918 hat eine längere Vorgeschichte. Während des Russisch-Japanischen Krieges von 1904/1905 setzten die Japaner bei der Belagerung von Port Arthur schwere 28-cm-Haubitzen ein. Die Armee des Zaren verlor diesen Krieg und wertete die Erfahrungen aus. Hierbei kam man zur Erkenntnis, dass in jedem weiteren möglichen Konflikt wiederum Festungen anzugreifen sein würden und ein schweres Belagerungsgeschütz im eigenen Artilleriepark fehlte.
Die russische Armee hatte bereits zuvor bei der Firma Schneider in Frankreich Geschütze gekauft und fragte nun dieses Geschütz ebenfalls an. Im Jahr 1911 bestätigte man den Entwurf und Schneider lieferte einige Geschütze nach Russland. 
Als die Vereinigten Staaten Jahre später in den Ersten Weltkrieg eintraten, verfügte die Artillerie über keine beweglichen schweren Geschütze. Um dem abzuhelfen und die notwendig gewordene Beschaffung zu beschleunigen, entschied sich die U.S. Army, ein bereits von den Alliierten verwendetes Muster zu übernehmen und in den USA zu produzieren. Dazu wurde eine spezielle Kommission eingesetzt, die den bereits von der französischen Armee verwendeten 28-cm-Mortier de 280 modèle 14/16 der Firma Schneider Creusot auswählte. Welche wiederum auf den Plänen der für Russland entwickelten Haubitze aus dem Jahre 1911 basierte und diese Entwicklung für die Kaiserlich Russischen Armee wurde nun mit einer Fertigungslizenz für Frankreich gebaut.

## Entwicklung
Die US-amerikanische Armee wollte jedoch kein Kaliber 28-cm-Geschütz und wollte die Haubitze zudem selber in den USA bauen. Das führte dazu, dass die Waffe umkonstruiert werden musste. 
Schneider Creusot änderte daraufhin 1917 gemäß den Forderungen die Konstruktionspläne und einige amerikanische Offiziere und Ingenieure besuchten die Fertigung in Frankreich, um den Fertigungsprozess zu verstehen. Dann schickte Schneider die Pläne zusammen mit einigen Technikern in die USA, um die Produktion des nunmehr als 240-mm Howitzer M1918 bezeichneten Geschützes zu organisieren. 

## Produktion
Die US Army bestellte 2.627 Rohre und 1.214 Lafetten, für welche die Fertigung Anfang 1918 anlaufen sollte. Doch man musste schnell feststellen, dass ein solches Geschütz technisch anspruchsvoll war. Insbesondere das hydro-pneumatische Rücklaufsystem bereitete Schwierigkeiten. Letztlich war bis Kriegsende, bzw. Ende 1918 nur ein erstes Geschütz fertiggestellt. Klar war jedoch zu diesem Zeitpunkt bereits, dass die Aufträge durch das Kriegsende massiv reduziert wurden. Trotzdem war weiterhin geplant, eine begrenzte Zahl des Geschützes zu beschaffen, und das erste Geschütz wurde zur Erprobung auf ein Testgelände gebracht. Mit dem ersten Probeschuss wurde die neue Haubitze durch einen Rohrkrepierer restlos zerstört. Sofort wurde die Produktion zur Fehlersuche angehalten und dann wurden notwendige Änderungen am Entwurf vorgenommen.
Dieser Prozess dauerte bis Mitte der 1920er Jahre. Erst danach wurde die endgültige Produktion aufgenommen. 
Obwohl die Ingenieure der U.S. Army das Geschütz ständig verbesserten, kam es niemals zu einer zufriedenstellenden Lösung. Durch das äußerst knappe Budget, das vom Kongress für dieses Objekt bewilligt worden war und das zu dieser Zeit auch eine komplette Neuentwicklung verhinderte, war man nach Kriegsende gezwungen, die Arbeiten an diesem Modell fortzuführen.
Das Geschütz verschoss eine 156,8 kg (345 lb) Granate über eine maximale Entfernung von 15.045 m (16.400 yards). Das Geschütz war nicht besonders zielgenau und man hatte sich deutlich mehr Reichweite erhofft, eine Versuchsserie in den Jahren 1924–1925 brachte die Erkenntnis, dass es keine weiteren Verbesserungsmöglichkeiten mehr gab. Die einzige Lösung wäre eine Neukonstruktion gewesen. Letztlich fand sich die US Army mit der Situation ab, denn Geld für neue Geschütze war in dieser Zeit nicht zu bekommen.
Mit einer Stückzahl von 330 Geschützen gehört die 240-mm-Howitzer M1918 zu den in größerer Zahl in der Zwischenkriegszeit gebauten Geschützen der USA.

## Technische Beschreibung
Abgesehen vom Kaliber und einigen sonstigen Änderungen entsprach die Haubitze dem französischen Vorbild. Ein klassisches Bettungsgeschütz mit einem eingeschränkten Seitenrichtbereich, bei dem Rückstoßdämpfer und Vorholmechanismus unter dem Rohr montiert waren. Angesichts des Gewichts des Geschosses befand sich hinter dem eigentlichen Geschütz eine Ladeschale mit einem kleinen Kran. Zum Laden musste das Rohr bei größerer Erhöhung abgesenkt werden.
Die 240-mm-Howitzer M1918 weist viele Aspekte eines zu Beginn des 20. Jahrhunderts entworfenen Geschütz auf. Waffen dieser Größenordnung mussten vor der Einführung des Kraftzuges als Standardtransportmittel mit einfachen technischen Mitteln zerlegbar sein. Die einzelnen Bauteile wurden von Pferdegespannen bewegt und häufig waren Kräne oder spezielle Gestelle für die Montage erforderlich. All dies spiegelte die frühe Ausführung der 240-mm-Haubitze wider. Der Transport erfolgte im Kraftzug in fünf Lasten auf Anhängern, die von zehn Tonnen Gleisketten-Schleppern (tracked ten ton tractors) gezogen wurden. Je nach Beschaffenheit des Untergrunds konnte die Anzahl der Zugmaschinen reduziert werden. Die Höchstgeschwindigkeit für den Straßentransport betrug ca. 8,5 km/h.
Rohr
Rohrwiege
Lafette
Bettung
Dazu kam ein Anhänger mit dem Montagegerüst und Zubehör
Nachdem die Motorisierung der Streitkräfte zunahm, wurde daran gedacht, auch die Transporttechnik für die 240-mm-Haubitze zu verbessern. Diese als Zwischenlösung betrachtete Maßnahme hätte eine modernisierte Ausführung der 240-mm-Haubitze M1918 mit einer Gummibereifung für den Kraftzug gebracht. Doch da die ballistische Leistung durch eine solche Maßnahme nicht verbessert wurde, sah man von einer Modernisierung ab und entschied sich im April 1940 für die Entwicklung einer neuen Haubitze, die schließlich ab 1943 als 240-mm-Howitzer M1 an die Einheiten der US Army ausgegeben wurde.

## Einsatz

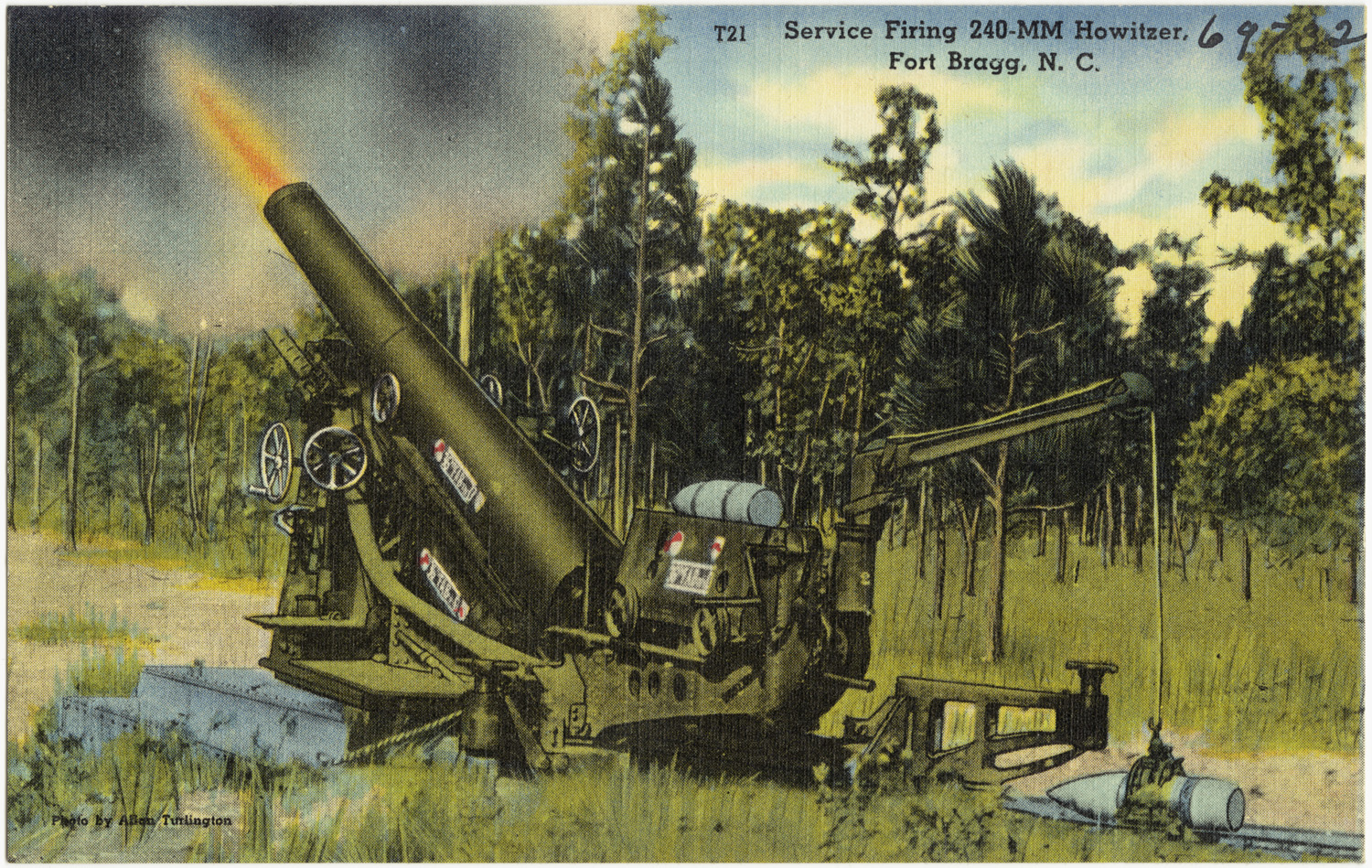
Postkarte aus Fort Bragg NC

Das Modell blieb das schwerste mobile Geschütz der U.S. Army, bis es 1943 durch den 240 mm Howitzer M1 ersetzt wurde. 
Nach der Auswahl einer Feuerstellung begann die Planierung des Geschützplacements, die von Hand durchgeführt wurde. Danach wurde die Bettung und das Montagegerüst aufgebaut und mit der Montage des Geschützes begonnen. Unter optimalen Bedingungen dauerte die Montage vier bis sechs Stunden.
Heute ist unbekannt, ob eins der Geschütze je im Zweiten Weltkrieg eingesetzt war. Sicher ist nur, dass sich einige Exemplare während des Angriffs auf Pearl Harbor zum Küstenschutz auf Hawaii befanden. 12 Geschütze waren in bereits 1920 vorbereiteten Positionen aufgestellt worden, weitere acht zwischen 1938 und 1945 gebaute Geschützstände wurden nicht armiert.